# مردمان دراویدی

مناطق دراویدی‌نشین در جنوب آسیا.

دراویدی (به انگلیسی: Dravidian) به مردمان جنوب غربی شبه‌قاره هند گفته می‌شود. آنان به زبان‌های متعددی سخن می‌گویند که همگی در یک خانوادهٔ زبانی دراویدی قرار دارند. زبان تامیل مهم‌ترین این زبان‌هاست. رابرت کالدول (Robert Caldwell) نخستین کسی بود که از واژهٔ دراویدی بعنوان نام یک خانواده زبانی استفاده نمود. این واژه از کلمهٔ سانسکریتی دراویدَ (drāviḍa) گرفته شده‌است که از گذشته به منظور مشخص کردن افرادی که به زبان تامیل سخن می‌گفته‌اند و در جنوب هند می‌زیسته‌اند، بکار می‌رفته‌است.
بر اساس مطالعات صورت گرفته، منشأ آنها نواحی غربی ایران و جنوب قفقاز، حدود آذربایجان در شمال و جنوب کوه‌های زاگرس در ایران امروزی است که حدود ۱۰۰۰۰ سال قبل به هند مهاجرت کردند.
کشاورزانی از نواحی غربی ایران مانند آذربایجان و عیلام و دیگر نواحی شمال و جنوب زاگرس، به هند و پاکستان مهاجرت کردند، این اقوام سبب پدید آمدن دراویدیها و تمدن دره سند شدند
از لحاظ ژنتیکی بخش عمده تبار دراویدی‌های هندوستان به بومیان نواحی غرب و شمالغرب ایران بازمی‌گردد که منشأ در کوه‌های زاگرس دارد.
امروزه مردمی که به این نژاد تعلق دارند حدود یک‌چهارم جمعیت هند را تشکیل می‌دهند و اکثراً در جنوب هندوستان زندگی می‌کنند. سریلانکا، پاکستان، نپال و مالدیو کشورهای دیگری هستند که دراویدی‌ها در آن‌جا اقلیت قابل ملاحظه‌ای را شکل می‌دهند. البته پس از مهاجرت آریاییان در حدود سه تا چهار هزار سال پیش به شبه قاره هند، رفته رفته در بخش‌های بزرگی از هندوستان آمیزش گسترده‌ای میان آریاییان روشن‌پوست و دراویدیان تیره‌پوست صورت گرفت و امروزه بیشتر هندیان از تبار آمیخته این دو نژاد هستند.
دراویدیان حدود شش هزار سال پیش از سوی شمال به شبه‌قاره هند وارد شده بودند. پیش از حرکت به سوی جنوب، یک شاخه از آنها به سوی غرب کوچیدند.
این مردم چندین هزار سال پیش از نواحی غربی ایران به هند مهاجرت کردند،و تبار آنان به کشاورزان ایرانی (قبل از آریایی ها)که در نواحی غربی ایران مانند تپه حسنلو آذربایجان بوده اند می‌رسد  بعد ها مهاجران هندواروپایی به هندوستان مهاجرت کرده و با بومیان تیره پوست دراویدی آمیخته و قومی با تبار مختلط تحت عنوان هندوآریایی ها را به‌وجود می آورند
پیش از مهاجرت آریایی ها به ایران و آسیا،کشاورزانی از نواحی غربی ایران مانند آذربایجان و عیلام و دیگر نواحی شمال و جنوب زاگرس،به هند و پاکستان مهاجرت کردند،این اقوام سبب پدید آمدن دراویدیها و تمدن دره سند شدند از لحاظ ژنتیکی بخش عمده تبار دراویدی های هندوستان به بومیان  نواحی غرب و شمالغرب ایران باز می گردد که منشا در کوه های زاگرس دارد.
زبان شناسان برای آشنایی با فرهنگ دراویدی‌ها، مجموعه واژگانی که در زبانهای دراویدی برای نامیدن اشیا و مفاهیم مختلف بکار می‌رود را بررسی کرده‌اند و دریافته اند که در فرهنگ دراویدی، پادشاهان یا اربابانی وجود داشته‌اند که بر مردم حکمرانی می‌کردند. آنها در قصرهایی زندگی می‌کردند که مجهز به برج و بارو و حصار بود و گرداگرد این قصرها، خندقی مملو از آب قرار داشته‌است. مردم ملزم به پرداخت مالیات یا خراج بودند.
زبان براهویی امروزه نیز در برخی مناطق بلوچستان ایران و پاکستان صحبت می‌شود. در ایران مردم براهویی را می‌توان نام‌برد.

## فرضیه نژاد دراویدی‌ها
باید توجه کرد که دراویدی‌ها، مردم تیره پوست هندند که با بومیان استرالیا آمیخته شدند و بنابراین آنهایی که در ایران بودند دراویدی نبودند (چون دراویدی‌ها بعداً، در جنوب هند پدید آمدند و پیش از آن نبودند) آنهایی که در ایران بودند، هم تباران کسانی بودند که بخشی از آنها به هند رفتند و بعداً نژاد دراویدی را پدیدآوردند.
به‌طور عامه آنان توسط مردم شناسان به عنوان گروهی از قفقازی‌ها (و طبعاً به عنوان سفیدپوست، مانند قوم سینهالی که به عنوان گروهی از هندوآریاییان و نژاد سفید در نظر گرفته می‌شوند) طبقه‌بندی می‌شوند.